# Brušnjak (Sit)
Koordinati:   43°55′33″N, 15°16′52″E
Brušnjak je nenaseljen otoček v Zadarskem arhipelagu. Otoček leži med otočkoma Kurba Mala in Sitom. Površina otočka meri 0,165 km², dolžina njegove obale je 1,99 km. Najvišji vrh je visok 38 mnm.